# Faveria
Faveria is een geslacht van vlinders van de familie snuitmotten (Pyralidae).

## Soorten
- F. albilinea (de Joannis, 1927)
- F. cineracella (Amsel, 1953)
- F. dionysia (Zeller, 1846)
- F. dubia (Balinsky, 1994)
- F. fusca (Balinsky, 1994)
- F. minima (Balinsky, 1994)
- F. minuscula (Balinsky, 1994)
- F. nigricans (Ragonot, 1888)
- F. nigrilinea (de Joannis, 1927)
- F. nonceracanthia (Balinsky, 1994)
- F. onigra (Balinsky, 1994)
- F. piliferella (Ragonot, 1888)
- F. poliostrota (Balinsky, 1994)
- F. sordida (Staudinger, 1879)
- F. striaticosta (de Joannis, 1927)
- F. tchourouma (Amsel, 1961)
- F. triangulata (Mey, 2011)
- F. vicinella (de Joannis, 1927)